# Konsulat Niemiec w Opolu
Konsulat Republiki Federalnej Niemiec w Opolu (niem. Deutsches Konsulat Oppeln) – niemiecka placówka konsularna z siedzibą przy ul. Strzelców Bytomskich 11 w Opolu.
Zasięg konsularny obejmuje województwa opolskie i śląskie:

## Historia
Powstanie konsulatu w Opolu, zostało uzgodnione na spotkaniu w Krzyżowej przez kanclerza Helmuta Kohla i premiera Tadeusza Mazowieckiego. Dzięki temu Polska mogła otworzyć konsulat w Monachium. Konsul Sabine Haake podkreślała, że:

[...] opolski konsulat jest unikatem w skali świata. Republika Federalna Niemiec nigdzie nie ma swojego przedstawicielstwa w mieście liczącym zaledwie ok. 120 tys. osób.

W pierwszych latach istnienia, wśród opolan przedstawicielstwo dyplomatyczne nosiło miano fabryki paszportów (w szczytowym okresie wydawano tu rocznie 25 tys. paszportów). Zdarzało się, że budynek był oblewany farbą przez środowiska prawicowe.
Nad konsulatem niebezpieczeństwo jego likwidacji zawisło dwukrotnie. W 1997 placówka podzieliła los centrum Opola i została zalana wodą przez Powódź tysiąclecia do wysokości pierwszego piętra. W 1999 planowano zamknąć instytucję z przyczyn finansowych.
Od 2007 opolska placówka finansuje projekty i inicjatywy kulturalne mniejszości niemieckiej w południowej Polsce.

## Konsulowie
- 1992–1995 – Manfred Gerwinat, Honorowy Obywatel Miasta Opola (1995)
- 1995–1999 – Günther Schmidt
- 1999–2002 – Rolf Papenberg
- 2002–2006 – Rupert Vogel
- 2006–2010 – Ludwig Neudorfer
- 2010–2014 – Peter Eck
- 2014–2018 – Sabine Haake
- 2018-2022 – Birgit Fisel-Rösle[4]
- od 2022 – Peter Herr

## Wydarzenia kulturalne i gospodarcze organizowane przez konsulat
- Tydzień Filmu Niemieckiego,
- koncert noworoczny – wspólnie z Urzędem Marszałkowskim,
- opolskie stoły gospodarcze – spotkania niemieckich inwestorów z regionu (zazwyczaj jest ich 40.)[3].

## Siedziba
Placówka mieści się w modernistycznej willi z lat 30., która zachowała swój oryginalny, przedwojenny kształt. Po II wojnie światowej działał tu między innymi oddział wojewódzki Towarzystwa Przyjaźni Polsko-Radzieckiej.